# 2016年日本

## 大事时序

### 1月
- 1月15日，長野縣輕井澤發生日本自1985年1月長野市旅遊車墮河事故（日语：犀川スキーバス転落事故）奪去25命後、31年以來的最多人死亡車禍（日语：軽井沢スキーバス転落事故）。凌晨時份一輛接載年輕滑雪乘客的旅遊車失事衝落山坡，造成14死27傷，死者包括兩名司機。現場路面沒有積雪或結冰，司機或旅遊車公司疑擅自更改駕駛路線，遊覽車公司日前曾被行政處分兼曾經違規，警方正循過失駕駛引致死亡方向調查。[1]

### 3月
- 14日，民主黨與維新黨合併組成民進黨 (日本)，成為日本國會最大在野黨。同月27日，維新黨宣布解散。
- 26日，北海道新幹線正式通車，對日本的交通事業有重要的指標意義。

### 4月
- 4月14日，熊本縣于當地時間21時26分發生規模6.5強震，震央位於熊本地方，震源深度僅約11公里，屬淺層地震，沒有海嘯危險。隨後再傳規模5.7、5.0、5.0、6.4強烈餘震。截至4月23日至少已有59死、1268傷，大量房屋倒塌或停電，熊本城和阿蘇神社部分崩塌。[2]
- 4月30日，日本外務大臣岸田文雄訪問中國，並會晤國務院總理李克強，是日本外相與中國總理四年以來的首次會談。[3]
- 新名神高速公路有馬川橋倒塌事故

### 5月
- 5月26日至27日，为期两天的在日本三重县志摩市召开。[4]
- 5月28日，一名7歲的日本男童田野岡大和因其父母的不當管教，被丟在北海道的深山，獨自一人在山林中生活六天、於6月3日被尋獲。

### 7月
- 7月10日：第24屆日本參議院議員通常選舉
- 7月26日，神奈川縣相模原市「津久井山百合園」殘障人士療養院於凌晨2時半發生血腥砍人案，造成19死26傷[5]，為日本自二戰後最多人死亡的襲擊事件[6][7]，超越2008年造成16死9傷的大阪成人影碟店縱火案（日语：大阪個室ビデオ店放火事件）。事發時兇徒用錘打破窗戶後闖入，有職員曾經上前阻止，但被疑兇綁起及偷去鑰匙[7]，之後逐間房割喉殺害多名正在睡覺或沒有活動能力的院友。約半小時後，疑犯到警署自首，警方其後在他的車找到多把利器，部分有血跡。疑犯是26歲療養院前男員工植松聖，他於行兇後自拍並上載Twitter帳戶，又聲稱「祝願世界和平」。植松聖在療養院工作3年，直至今年2月以個人理由辭職[8]，惟殺人後卻向警方供稱不滿被開除[8]，要使所有殘障人士從世上消失。2月曾在寫給眾議院議長大島理森的信中透露殺人計劃，植松聖之後被勒令住院治療，當時他的尿液樣本驗出大麻反應，10多日後醫生認為他有改善批准出院。神奈川縣知事黑岩祐治就未能防止兇案發生道歉。疑犯住在療養院附近，他4年前將父母從住所趕走，之後一直獨居。鄰居表示疑犯平日開朗有禮[8]，會主動和人打招呼。療養院有約150名介乎18至75歲的殘障人士入住[9]，主要是嚴重智障人士，部分人沒有活動能力，事發時有9名職員當值。

### 8月
- 8月8日日本時間15時00分，日本第125代天皇明仁對日本全國發表講話，正式表達生前退位的意向。